# Rhodesian ridgeback

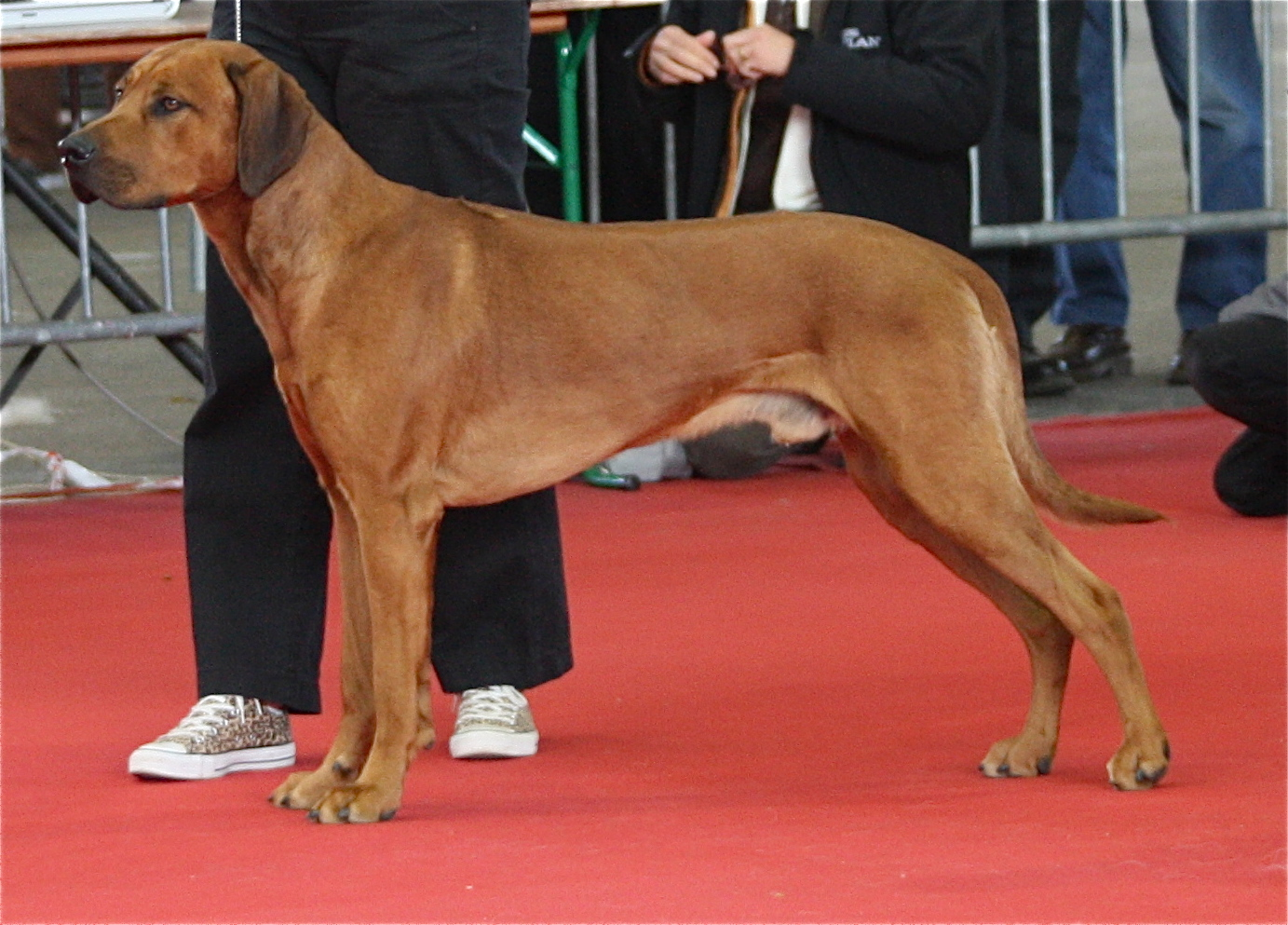
Rhodesian ridgeback concursant.

El rhodesian ridgeback és una raça de gos d'origen  sudafricà musculosa, de gran port, extremadament àgil i veloç (pot arribar als 65 km/h), principalment usat per a la caça, guàrdia i companyia. Pertany al grup 6 de la Federació Cinològica Internacional.

## Morfologia
El seu pelatge és curt, dens, llis i brillant, sense ser llanós o sedós. Les potes davanteres són rectes i fortes, amb ossos pesats, cosa que el fa un animal summament resistent.
El rhodesian ridgeback és un gos de bona presència, fort, musculós, àgil i actiu, d'aparença simètrica, equilibrada i ben balancejat. Un ridgeback adult és un gos bonic, ben plantat i atlètic, capaç de recórrer grans distàncies amb una velocitat adequada. S'emfatitza la seva agilitat, elegància i solidesa sense tendència a la massivitat.
Té, com a característica, una cresta de l'espina dorsal, formada per pèls que creixen en sentit contrari a la resta del pelatge.
La cresta ha d'estar clarament definida i ser simètrica, estrenyent-se cap al maluc. Ha de començar immediatament darrere de les espatlles i continuar fins als ossos del maluc (gropa). La cresta només ha de tenir dues corones, idèntiques i oposades. La longitud de la corona no haurà de ser superior a 1/3 de la longitud total de la carena o ridge. Un bon mitjana de l'amplada de la mateixa és de 5 cm.
L'estàndard de la raça accepta els colors que van del blat pàl·lid al vermellós. El color del musell pot ser negre o marró (liver nose). S'admet una petita taca blanca al tòrax i en els dits de les seves potes davanteres o posteriors.
Els caçadors sud-africans van descobrir que els ridgebacks, en canilla, eren molt efectius contra els lleons, originant així un segon nom per a aquesta raça: "el caçador de lleons africà". El rhodesian ridgeback s'adapta perfectament a l'entorn de les estepes africanes. Pot suportar altes temperatures, així com el fred de la nit. És resistent a les picades d'insectes i pot estar sense aigua i menjar més de 24 hores.

## Temperament
És molt intel·ligent. Absolutament lleial i company inseparable del seu amo i de l'entorn familiar. Pacient amb els nens (encara que, per la seva grandària i força, s'indica que hagin de ser vigilats durant els seus jocs) i mai es mostra agressiu. És reservat amb els estranys. És freqüent que es confongui la seva cresta amb la idea que el gos està eriçat, això sol fer interpretar malament la seva actitud.

## Història
La història de la raça té els seus inicis en el segle xvi, quan colonitzadors europeus en arribar al sud d'Àfrica, van entrar en contacte amb els aborígens locals (Els khoikhois, anomenats despectivament pels europeus hotentots, que significa tartamuts, pel so que produïa el seu llenguatge). Aquests posseïen amb ells un tipus de gos salvatge semidomesticat (al qual també van donar per nom khoikhoi) que tenia, com a característica principal, una franja de pèl amb forma de punta de llança, al llom, que creixia en sentit contrari a la resta del pelatge, formant una cresta que el caracteritzava. (origen del nom "Ridgeback", que significa cresta dorsal).
Era un gos resistent que caçava amb els aborígens a l'estepa africana i tenia cura del seu bestiar a les nits. A causa de la naturalesa de les preses i la duresa del medi ambient, aquest rústic gos era capaç de suportar les dràstiques variacions de temperatura entre el calorós dia i les temperatures sota zero a les nits, sobrevivien sense perdre la seva energia fins a un parell de dies sense aigua ni aliment de ser necessari. Tenia els cabells curts per no ser devorat viu per les grans paparres. Era un animal molt ben adaptat, resistent, silenciós caçador, rarament bordava, era molt valent i lleial pel que era summament valorat pels seus amos.
En arribar els primers colons europeus al Sud d'Àfrica, aquests començaren els seus safaris de caça portant amb si els gossos portats d'Europa, mastins, gossos terriers i el gran danès, però cap tenia el valor, l'agilitat ni la resistència per intentar acostar-se al temible lleó africà, o resistir les inclemències climàtiques d'aquest agressiu medi ambient. En creuar aquests gossos europeus amb el gos, de mida i orelles puntegudes dels nadius, van notar que les cries milloraven les característiques del gos crestat però que indefectiblement només heretaven el seu temperament aquells que conservaven la cresta. El notable caçador europeu Cornelius Van Rooyen es va adonar d'això i va continuar criant i seleccionant els seus gossos de caça basant-se en la presència de la cresta, ja que eren aquests els que posseïen coratge, valentia, resistència i una superior habilitat en la caça.
Encara que en la bibliografia trobada de vegades resulta difícil posar d'acord quins gossos europeus van ser els que van aportar les seves característiques en creuar-se amb els autòctons khoi-khoi crestats, s'estima que aquestes races van ser les que més influència poden haver tingut en l'obtenció del rhodesian ridgeback tal qual es coneix avui: 
El khoi-khoi, aportava el ridge, el coratge i l'habilitat d'enfrontar-se als lleons. Alguns dels inconvenients eren la seva petita grandària, les seves orelles alçades i el seu llarg pelatge.
El greyhound, va aportar aproximadament la forma ideal de cos. El seu musell fi i les seves orelles lleugerament alçades no eren desitjables.
El bulldog, ha afegit substància i poder en la mossegada. Desafortunadament, aquest tipus va afegir característiques, que encara avui dia s'intenta eliminar; musells curts, poca alçada, línies dorsals incorrectes, amplitud de pit, un excés de blanc, falta d'angulació del darrere i potes davanteres arquejades vistes frontalment.
L'irish terrier, va aportar el color ideal del pelatge per al camuflatge, tenacitat i poder de mossegada. Els inconvenients, poca alçada, pèls llargs, húmer curt i massa gosadia.
L'airedale terrier, va aportar els mateixos punts bons i dolents que l'irish terrier, però va millorar l'alçada.
El collie, ha afegit bon cos, velocitat, resistència, agilitat i instint de pastoratge. Els inconvenients, els pèls llargs i les orelles alçades.
El deerhound, va aportar bon cos i alçada, però no eren desitjables, el mantell de pèl llarg, les orelles semi-alçades i el musell fi.
El pointer, va introduir un bon instint de caça, va millorar el problema de les orelles, el nas marró, bon cos, simetria i moviment. Els inconvenients, massa blanc, manca d'alçada, i de vegades més interès pels ocells que pels lleons.
El great dane, va millorar definitivament el problema de l'alçada, trets del pèl curt i del musell més fosc.
Es van obtenir així diferents gossos, però el que sempre sobresortia era que només els que conservaven la carena eren agosarats a l'hora de la cacera i continuaven conservant la característica d'enfrontar-se al felí més gran, el lleó africà. A més el seu pèl curt permetia detectar més fàcilment quan tenien algun tipus de paràsits (paparres i sangoneres), eren summament resistents a les variacions climàtiques, altes temperatures durant el dia i baixes a les nits.
Podia córrer acompanyant el galop d'un cavall durant 30 milles sense aturar-se, i a més podia passar com a mínim 3 dies amb escàs menjar i aigua. Aquestes qualitats sumades al seu temperament, coratge, intel·ligència i incondicional fidelitat pel seu amo (és capaç de donar la vida per aquest) feien del rhodesian ridgeback un gos únic i que qualsevol caçador desitjava tenir en la seva gossada. A causa d'aquesta demanda es començaren a buscar més gossos amb aquestes característiques. I el 1922 es va començar a treballar a Rhodèsia, en el Bulawayo Kennel Club Show per formular l'estàndard de la raça, per després aconseguir el reconeixement del S. A. Kennel Union.